# Nocturne (Secret Garden)
Nocturne è il singolo di debutto del duo irlandese-norvegese Secret Garden, pubblicato nel 1995 da PolyGram e distribuito da Mercury Records. È stato poi incluso nel primo album del duo, Songs from a Secret Garden e una nuova versione è stata pubblicata con l'album Inside I'm Singing.
Dopo aver trionfato al Melodi Grand Prix 1995, il brano ha rappresentato la Norvegia all'Eurovision Song Contest 1995, vincendo la quarantesima edizione del festival con 148 punti e guadagnando la seconda vittoria della nazione scandinava al festival musicale.

## Pubblicazione e composizione
Il brano è stato scritto da Petter Skavlan e composto da Rolf Løvland. Løvland incontrò la violinista irlandese Fionnuala Sherry, allora membro della RTÉ Concert Orchestra, visitando l'Irlanda in occasione delle edizioni del 1993 e del 1994 dell'Eurovision Song Contest. I due decisero quindi di formare il duo Secret Garden.
La traccia fu presentata accidentalmente all'emittente norvegese NRK, che aveva invitato Løvland a comporre un brano per il Melodi Grand Prix 1995, tuttavia il produttore dell'evento pensò che fosse qualcosa di diverso e unico e che pertanto avesse grandi possibilità all'interno della manifestazione.
Nocturne è stato registrato in tre studi diversi: Studio Sýrland (Reykjavík, Islanda), Windmill Lane Studios (Dublino, Irlanda) e Majorstudio (Oslo, Norvegia) e poi mixato presso il Puk Recording Studios di Kærby, in Danimarca.

## Descrizione
Il brano è in gran parte strumentale, contando appena 24 parole in norvegese, e lo strumento principale è il violino.
Og natten vil våke for den

Nocturne
Se mørket må engang forgå

Så natten kan føde en dag»
E che la notte vegli al suo posto

Notturno
Vedi anche l'oscurità qualche volta scompare

Cosicché la notte possa dare alla luce il giorno»

## Tracce
Testi di Petter Skavlan, musiche di Rolf Løvland.
1. Nocturne (versione inglese) – 3:02
2. Nocturne (versione norvegese) – 3:02

## Formazione
- Gunnhild Tvinnereim – voce
- RTÉ Concert Orchestra – orchestra
- Fionnuala Sherry – violino
- Noel Eccles – percussioni
- Rolf Løvland – tastiere
- Hans Fredrik Jacobsen – whistle
- Åsa Jinder – nyckelharpa

## Classifiche
| Classifica (1995) | Posizione massima |
| ----------------- | ----------------- |
| Belgio (Fiandre)  | 6                 |
| Belgio (Vallonia) | 24                |
| Paesi Bassi       | 20                |
| Regno Unito       | 90                |
| Svezia            | 26                |